# Аврех, Арон Яковлевич
Аро́н Я́ковлевич Аврех (7 мая 1915, Кирсанов — 28 декабря 1988, Москва) — советский историк, специалист в области политической истории России дореволюционного периода — десятилетия между русскими революциями (1905—1907 годов, Февральской и Октябрьской).

## Биография
Родился в семье извозчика. Образование получил в Смоленске, окончив в 1930-е годы школу-семилетку и фабрично-заводское училище. Там же работал в типографии. После обучался на историческом факультете МГУ, откуда был исключён за «недозволенные разговоры», но вскоре восстановлен. Окончил вуз в 1940 году.
В 1940—1941 годах работал в педагогическом институте города Энгельса. Войну начал солдатом с Московской битвы, а закончил в Германии в звании гвардии капитана. Был награждён четырьмя боевыми орденами. В 1942 году вступил в ВКП(б).
После войны в 1945—1947 годах преподавал в Архангельском государственном педагогическом институте. В 1947—1950 годах учился в аспирантуре МГУ. В 1954 году защитил кандидатскую диссертацию «Блок помещичьих и буржуазных партий в III Думе (к вопросу о крахе столыпинского бонапартизма)» (в 2 томах). Сотрудник Института истории АН СССР с 1954 года, с 1968 года — в Институте истории СССР. В 1967 году защитил докторскую диссертацию «Третья Дума и провал столыпинского бонапартизма» (в 2 томах). Был сторонником так называемого «нового направления» в историографии.
Основные работы А. Я. Авреха посвящены изучению истории самодержавия в его взаимоотношениях с либерально-буржуазными и реакционно-помещичьими партиями, а также третьеиюньской политической системе. Особенно интересовала историка фигура П. А. Столыпина.
Похоронен на Кунцевском кладбище.

## Основные работы
- Аврех А. Я. Царизм и третьеиюньская система. — М., 1966.
- Аврех А. Я. Столыпин и III Дума. — М.: Наука, 1968. — 520 с.
- Аврех А. Я. Царизм и IV Дума. 1912-1914 гг. — М.: Наука, 1981. — 292 с. — 3;000 экз.
- Аврех А. Я. Распад третьеиюньской системы. — М.: Наука, 1985. — 259 с.
- Аврех А. Я. Царизм накануне свержения. — М.: Наука, 1989. — 256 с. — 25 000 экз. — ISBN 5-02-009443-9.
- Аврех А. Я. Масоны и революция. — М.: Политиздат, 1990. — 352 с. — 150 000 экз. — ISBN 5-250-00806-2.
- Аврех А. Я. П. А. Столыпин и судьбы реформ в России. — М.: Политиздат, 1991. — 288 с. — 50 000 экз. — ISBN 5-250-01703-7.

## Мнения современников
В те годы, когда многие историки занимались историческим пустозвонством и конъюнктурными поделками, обслуживая нужды застойной политики, А. Я. Аврех вспахивал научную целину. Но такие подвижники науки, её истинные служители, с их верностью марксистскому принципу партийности, то есть исторической правды, не были нужны деятелям и делателям застоя.— Академик П. В. Волобуев

Аврех, по моим наблюдениям, был законченный солипсист. То есть он, конечно, не думал, что весь мир — его представление, но он считал себя самым умным человеком из всех людей, когда-либо живших и живущих. Некоторое исключение он делал для своей жены и сына. Но для внучки такого исключения уже не делалось. Дедушка считал её пустой и глупой девицей. О всех героях своих исследований, начиная от царя и кончая меньшевиками, он всегда писал с величайшим презрением. Tолько большевиков не трогал — по понятным причинам.— Доктор исторических наук П. Н. Зырянов